# Jeffrey Reddick
Jeffrey Reddick (Jackson, Kentucky) es un escritor y guionista estadounidense, probablemente más conocido por trabajar en la saga Destino final. También fue productor ejecutivo para la segunda parte de la película. Escribió asimismo el guion de la película de terror Tamara y la adaptación del Día del muerto.

## Filmografía
- Til Death Do Us Part (2023)
- Day of the Dead (2008)
- Destino final 3 (2006)
- A Life's Work (2005)
- Tamara (2005)
- Destino final 2 (2003)
- Return to Cabin by the Lake (2001)
- Destino final (2000)